# Betriebliche Gesundheitsförderung
Betriebliche Gesundheitsförderung (BGF) bezeichnet eine mehrere Analyse- und Gestaltungsebenen umfassende Handlungsstrategie auf den Ebenen „Mensch – Organisation – Arbeit“, die strategisch und methodisch darauf abzielt, Gesundheitsressourcen im Unternehmen aufzubauen. 
In methodischer Hinsicht relevant ist hierbei die Anwendung wesentlicher Prinzipien der Gesundheitsförderung – wie das Prinzip der Salutogenese von Aaron Antonovsky – auf das Gestaltungsfeld „Betrieb“. 
Definitorisch und gesundheitspolitisch spielt in der Europäischen Union die Luxemburger Deklaration zur betrieblichen Gesundheitsförderung eine wesentliche Rolle. 
Die betriebliche Gesundheitsförderung wird zunehmend als wichtige Führungsaufgabe betrachtet. Sie ist auch im Themenkreis der Vereinbarkeit von Privatleben, Familie und Beruf und Work-Life-Balance von wachsender Bedeutung.

## Luxemburger Deklaration zur betrieblichen Gesundheitsförderung in der Europäischen Union
Betriebliche Gesundheitsförderung (BGF) umfasst alle gemeinsamen Maßnahmen von Arbeitgebern, Arbeitnehmern und Gesellschaft zur Verbesserung von Gesundheit und Wohlbefinden am Arbeitsplatz. Dies kann durch eine Verknüpfung folgender Ansätze erreicht werden:
- Verbesserung der Arbeitsorganisation und der Arbeitsbedingungen
- Förderung einer aktiven Mitarbeiterbeteiligung
- Stärkung persönlicher Kompetenzen.

Grundlage für die aktuellen europaweiten Aktivitäten zur betrieblichen Gesundheitsförderung sind zwei Faktoren. Einerseits hat die EG-Rahmenrichtlinie Arbeitsschutz (Richtlinie 89/391/EWG) eine Neuorientierung des traditionellen Arbeitsschutzes in Gesetzgebung und Praxis eingeleitet. Zum anderen wächst die Bedeutung des Betriebs als Handlungsfeld der öffentlichen Gesundheitsvorsorge (Public Health). Nach diesem Verständnis sind gesunde und qualifizierte Mitarbeiter sowohl in sozialer wie ökonomischer Hinsicht eine wesentliche Voraussetzung für den zukünftigen Erfolg der Europäischen Union. Der zuständige Dienst der Europäischen Kommission hat daher eine Initiative zum Aufbau eines europäischen Netzwerks für Betriebliche Gesundheitsförderung unterstützt. Mitglieder des Europäischen Netzwerks sind Organisationen aus den
Mitgliedstaaten und den Ländern des Europäischen Wirtschaftsraums. Sie sind gleichzeitig nationale Kontaktstellen.
Ziel des Netzwerks ist es – auf der Basis eines kontinuierlichen Erfahrungsaustauschs –, models of best practise zur Betrieblichen Gesundheitsförderung zu identifizieren und zu verbreiten. Die EU ermutigt damit die Mitgliedstaaten, der Betrieblichen Gesundheitsförderung einen großen Stellenwert einzuräumen und bei politischen Entscheidungen Fragen der Gesundheit am Arbeitsplatz mit einzubeziehen.

## Methode
Ein Beispiel ist das der klassischen Pathogenese vom Ansatz her entgegenstehende Salutogenese-Prinzip von Aaron Antonovsky. Während die Pathogenese die Entstehung von Krankheiten beschreibt, geht es bei der Salutogenese darum, wie die Gesundheit und das Wohlbefinden entsteht. Das schließt auch das psychische Wohlbefinden der Arbeitnehmer mit ein.
Die Literatur stellt auch fest, dass „reine Gesundheitsförderung“ nicht möglich ist. Erst durch ein manifestes Problem wird der Ausgangspunkt für gesundheitsförderliche Bemühungen geschaffen.
Aus der Luxemburger Deklaration gehen folgende Leitlinien zur Umsetzung Betrieblicher Gesundheitsförderung hervor.
1. Die gesamte Belegschaft muss einbezogen werden (Partizipation).
2. BGF muss bei allen wichtigen Entscheidungen und in allen Unternehmensbereichen berücksichtigt werden (Integration).
3. Alle Maßnahmen und Programme müssen systematisch durchgeführt werden: Analyse, Prioritätensetzung, Planung, Ausführung, kontinuierliche Kontrolle und Bewertung der Ergebnisse (Projektmanagement).
4. BGF beinhaltet sowohl verhaltens- als auch verhältnisorientierte Maßnahmen. Sie verbindet den Ansatz der Risikoreduktion mit dem des Ausbaus von Schutzfaktoren und Gesundheitspotentialen (Ganzheitlichkeit).

Mit Hilfe dieses Ansatzes wird angestrebt, gesundheitsbezogene betriebliche Handlungsfelder herauszufiltern und zu analysieren (z. B. Gesundheitssituation im Betrieb, Krankenstände, Fluktuation, Fehlzeiten, Motivationsfragen, Betriebsklima), um auf dieser Basis unter entsprechender Partizipation der Mitarbeiter Gesundheitsressourcen im Unternehmen aufzubauen. Salutogen wirksame betriebliche Gesundheitsprojekte setzen methodisch den Schwerpunkt auf Maßnahmenpakete, die unter Beachtung des Setting-Ansatzes generiert wurden und des Weiteren ein entsprechendes Empowerment, also eine themenbezogene Kompetenzentwicklung seitens der Zielgruppe, anstreben. Eine weitere Grundvoraussetzung nachhaltiger betrieblicher Gesundheitsförderung ist die möglichst permanente Evaluation derartiger Projekte. Bei Projekten, mit denen das Arbeitsschutzgesetz umgesetzt werden soll, ist diese Evaluation vorgeschrieben.
Im Kern besteht für die betriebliche Gesundheitsförderung keine Pflicht zur Mitbestimmung durch Personal- oder Betriebsrat. Lediglich bestimmte Analyseverfahren, allen voran die schriftliche Mitarbeiterbefragung, und bestimmte Maßnahmen sind mitbestimmungspflichtig. Dennoch gilt eine Einbindung der Personalvertretung als vorteilhaft, um Akzeptanz und Beteiligung der Mitarbeiter zu fördern. Ein beliebtes Instrument zur Mitarbeitereinbindung sind Gesundheitszirkel.

## Zielrichtung
Kurzgefasst kann man eine salutogen fundierte betriebliche Gesundheitspolitik als Ausdruck der Tendenz der Überformung, Umwandlung und Integration klassischer Präventionsthemen (Krankenstände, Gesundheit am Arbeitsplatz, Arbeitsmotivation, Fehlzeiten, Unfallverhütung, menschengerechte Gestaltung von Arbeit und Organisation) betrachten. Dies stellt erhöhte fachliche Anforderungen an die Arbeitspsychologie und an die Arbeitsmedizin. Auch Mitarbeiter im Personalwesen und Mitglieder der Betriebs- und Personalräte müssen sich hier entsprechend weiterbilden. Letztlich stellt die Betriebliche Gesundheitsförderung auch eine Managementthematik bzw. ein modernes betriebliches Steuerungs-, Integrations- und Führungsinstrument dar. Grundansatz ist hierbei immer die Einbeziehung der Mitarbeiter und die Erhöhung ihrer gesundheitsbezogenen Handlungsfähigkeit (Empowerment).
Der ROI (Return on Investment) für Maßnahmen im Bereich der Betrieblichen Gesundheitsförderung wird in einschlägigen internationalen Studien (z. B. Bundesverband der deutschen Betriebskrankenkassen) mit dem Verhältnis 1:3 beziffert, was dieses Instrumentarium als ökonomisch hocheffektiv ausweist. Zusätzlich werden betrieblich vorteilhafte personalpolitische Steuerungsmöglichkeiten (Ressourcen in Person, Organisation, Arbeit – wie etwa verbessertes Gesundheitsverhalten in Beruf und Freizeit, optimierte innerbetriebliche Kooperation/erhöhte Arbeitsfreude, professioneller Umgang mit Arbeitsbelastungen) erzeugt, die bis hin zur Unternehmenspolitik, -kultur und -strategie reichen können (Betriebliches Gesundheitsmanagement). Eine methodisch abgesicherte Konzeption von betrieblichen Gesundheitsförderungsprojekten gewährleistet zudem die Möglichkeit der Übertragung vorhandener Projektdesigns und einschlägiger Projektergebnisse auf weitere, strukturell vergleichbare Unternehmensstandorte. Im Zuge der sich verändernden Arbeitswelt müssen dabei auch immer mehr digitale Methoden der betrieblichen Gesundheitsförderung in Betracht gezogen werden.
Verwandte Themenbereiche, die bei Betrieblicher Gesundheitsförderung eine Rolle spielen können, sind: die Prävention von Burn-out und psychomentaler Fehlbelastung, der Umgang mit häuslicher Gewalt und die Suchtprävention oder -therapie.

## Umsetzung und Praxis

### Gesetzliche Regelung

#### Sozialversicherungsrecht
Sozialrechtlich wird der Begriff der Betrieblichen Gesundheitsförderung in Deutschland in § 20b Abs. 1 Satz 1 SGB V legaldefiniert. Hiernach fördern die Krankenkassen mit Leistungen zur Gesundheitsförderung in Betrieben (betriebliche Gesundheitsförderung) insbesondere den Aufbau und die Stärkung gesundheitsförderlicher Strukturen. 

#### Steuerrecht
In Deutschland sind seit dem 1. Januar 2008 nach § 3 Nr. 34 EStG zusätzlich zum ohnehin geschuldeten Arbeitslohn erbrachte Leistungen des Arbeitgebers zur Verhinderung und Verminderung von Krankheitsrisiken und zur Förderung der Gesundheit in Betrieben, die hinsichtlich Qualität, Zweckbindung, Zielgerichtetheit und Zertifizierung den Anforderungen der § 20 und § 20b SGB V genügen, bis zu 600 Euro im Kalenderjahr steuerfrei.

##### Voraussetzungen
Die Förderung kann pro Mitarbeiter nur einmal im Jahr genutzt werden. Hierbei ist es egal, ob der Betrag komplett oder in mehreren Teilbeträgen ausgezahlt wird, der jährliche Höchstbetrag darf aber nicht überschritten werden. Darüber hinaus gehende Beträge sind steuer- und beitragspflichtig. Zudem muss der Zuschuss tatsächlich für vorstehende Präventionskurse genutzt werden.

##### Steuerliche Vorteile
Die Steuerfreiheit dient zur Förderung der Mitarbeitergesundheit. Jeder Mitarbeitende kann pro Jahr bis zu 600 Euro zusätzlich zum ohnehin geschuldeten Arbeitslohn erhalten, wobei eine Entgeltumwandlung oder Anrechnung auf den Arbeitslohn ausgeschlossen ist. 

##### Leistungsangebote
Zu den Leistungsangeboten zählen verhaltensbezogene Präventionskurse, die von den Krankenkassen oder der „Zentralen Prüfstelle Prävention“ zertifiziert sind. Aber auch nicht zertifizierungspflichtige verhaltensbezogene Maßnahmen des Arbeitgebers im Zusammenhang mit einem betrieblichen Gesundheitsförderungsprozess, welche den Vorgaben des Leitfaden Prävention genügen, gehören dazu.
Zu den nicht begünstigten Maßnahmen gehören:
- Mitgliedsbeiträge in Sportvereinen, Fitnessstudios und ähnlichen Einrichtungen,
- Maßnahmen ausschließlich zum Erlernen einer Sportart,
- Trainingsprogramme mit einseitigen körperlichen Belastungen,
- Massagen und physiotherapeutische Behandlungen oder Screenings (Gesundheits-, Vorsorgeuntersuchungen) ohne Verknüpfung mit Interventionen aus den Handlungsfeldern der betrieblichen Gesundheitsförderung der Krankenkassen.

### Betriebliches Gesundheitsmanagement
Die für Arbeitgeber und Arbeitnehmer freiwillige betriebliche Gesundheitsförderung gehört neben dem gesetzlich verpflichtenden Arbeitsschutz, dem Betrieblichen Eingliederungsmanagement gemäß § 167 SGB IX und den medizinischen Leistungen zur Prävention nach § 14 SGB VI zum Betrieblichen Gesundheitsmanagement.
Viele kleine und große Unternehmen setzen die betriebliche Gesundheitsförderung bereits erfolgreich um. Grundsätzlich setzen die Unternehmen auf eine Kombination aus Maßnahmen auf der Verhaltens- und Verhältnisebene. Die besten Ergebnisse erzielen die Unternehmen mit einem ausgewogenen Mix von Maßnahmen auf beiden Ebenen. Die Verhältnisebene schließt gesundheitsfördernde Rahmenbedingungen wie die Ergonomie am Arbeitsplatz, Änderung von Arbeitsabläufen oder die Entwicklung der Führungskräfte ein. Die Verhaltensebene umfasst das Verhalten jedes einzelnen Mitarbeiters. Zu Maßnahmen auf dieser Ebene zählen unter anderem Bewegungsworkshops, Fachvorträge zur gesunden Ernährung oder Entspannungseinheiten.
Neben der Ernährung und dem Stressmanagement stellt die Bewegungsförderung eine der drei zentralen Säulen zur Verbesserung der Gesundheit von Mitarbeiterinnen und Mitarbeitern dar – und dies branchenübergreifend und unabhängig von sämtlichen Rahmenbedingungen. Bewegungsbezogene Interventionen gehören dabei zu den am häufigsten in Unternehmen vorgehaltenen Maßnahmen.
Die deutschen Automobilhersteller Daimler, VW und BMW unterstützen ihre Mitarbeiter auf der Verhältnisebene mit einem eingeschränkten Zugang zu den E-Mails in der Freizeit. Daimler bietet seinen Mitarbeitern die Möglichkeit, dass E-Mails im Urlaub automatisch gelöscht werden. Volkswagen unterbindet das Senden von E-Mails auf das Diensthandy in der Freizeit und bei BMW gibt es ein Recht auf Unerreichbarkeit nach Feierabend. Die Deutsche Krebshilfe engagiert sich ebenfalls in der betrieblichen Gesundheitsförderung mit Fortbildungsseminaren und Veranstaltungen für Arbeitsmediziner. Die Beschäftigten können in Zusammenarbeit mit der Deutschen Krebshilfe betriebliche Angebote zur Prävention und Früherkennung von Krebs nutzen.

### Präventionsgesetz
Das Präventionsgesetz von 2015 verpflichtet die Krankenkassen seit 2016 jährlich mindestens zwei Euro je Versichertem in betriebliche Gesundheitsförderung zu investieren. Dabei wird ein Zielgruppenansatz verfolgt. Die Begünstigten müssen nicht Mitglieder der Kasse sein, die die Maßnahmen fördert. Diese Mittel werden bisher jedoch nicht vollständig ausgeschöpft.

## Österreich
In Österreich gibt es keine gesetzliche Definition des Begriffes Betriebliche Gesundheitsförderung. Der Gesetzgeber verpflichtet den Arbeitgeber im Arbeitnehmerschutzgesetz, für Sicherheit und Gesundheitsschutz der Arbeitnehmer zu sorgen. Dieser gesetzliche Passus betrifft größtenteils den Arbeitsschutz. Für Unternehmen stellt die betriebliche Gesundheitsförderung eine freiwillige Zusatzleistung dar.
Mit der Steuerreform 2015/2016 wurde die Betriebliche Gesundheitsförderung erweitert.